# Міжнародна федерація баскетболу
Міжнаро́дна федера́ція баскетбо́лу (фр. Fédération Internationale de Basketball, скор. FIBA, в українській транслітерації ФІБА) — організація, що об'єднує всі національні баскетбольні федерації, яка визначає основні напрями розвитку світового баскетболу. Під егідою ФІБА проводиться Чемпіонат світу з баскетболу та інші міжнародні змагання. Штаб-квартира ФІБА знаходиться в швейцарському місті Женева.

## Історія
Організація була заснована 18 червня 1932 року на першій міжнародній конференції національних баскетбольних асоціацій, яка відбулась у Женеві, Швейцарія. Нарада національних баскетбольних комітетів ухвалила рішення про створення Міжнародної Федерації баскетбольних асоціацій (FIBA), біля витоків створення ФІБА стояли національні баскетбольні комітети восьми країн, це: Аргентина, Чехословаччина, Греція, Італія, Латвія, Португалія, Румунія та Швейцарія. 1989 року на конгресі ФІБА в німецькому місті Мюнхен було ухвалене історичне рішення про участь професійних баскетболістів у всіх змаганнях під егідою ФІБА, включаючи Олімпійські ігри.

## Змагання під егідою ФІБА
З 1950 року став проводитися чемпіонат світу з баскетболу серед чоловіків, а з 1953 року серед жінок. Обидва турніри проводяться незалежно один від одного, з інтервалом раз на чотири роки, чергуючись з Олімпійським баскетбольним турніром дворічним інтервалом. Крім цього під егідою ФІБА проводяться першості світу для юніорських (до 19 років) і юнацьких (до 21 року) чоловічих і жіночих збірних. Також ФІБА курирує всі континентальні першості, що проходять на всіх 5-ти континентах, крім них, юніорські (до 18 років) і юнацькі (до 20 років) континентальні першості, що проводяться тільки в Африці, Америці та Європі.
З 1936 року баскетбольний турнір є незмінною частиною програми Літніх Олімпійських ігор, проведенням даного турніру в рівній мірі займаються країна організатор Олімпійських ігор, МОК та ФІБА.
З 1972 по 2002 роки під його егідою проводився турнір Кубок Ронкетті. 2003 року його змінено на Жіночий Єврокубок (FIBA EuroCup Women).